# Alexander Porfirjewitsch Borodin

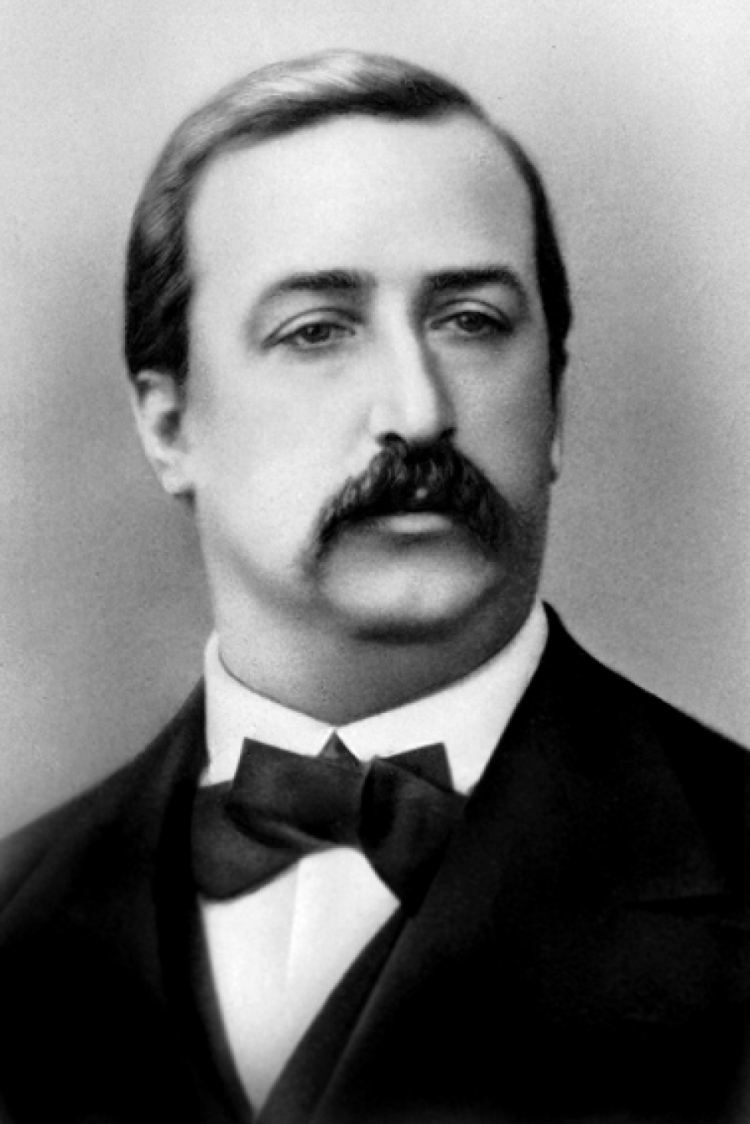
Alexander Borodin, vor 1865

Alexander Porfirjewitsch Borodin (russisch Алекса́ндр Порфи́рьевич Бороди́н, Transliteration Aleksandr Porfir'evič Borodin, Aussprache [ɐlʲɪkˈsaˑndr parˈfʲiˑrʲjɪvʲɪʧʲ bɐraˈdʲiˑn]; * 31. Oktoberjul. / 12. November 1833greg. in Sankt Petersburg; † 15.jul. / 27. Februar 1887greg. ebenda) war ein russischer Komponist, der auch Professor für organische Chemie sowie promovierter Mediziner war. Die Polowetzer Tänze aus seiner Oper Fürst Igor gingen in den Kanon der klassischen Musik ein.

## Leben und Werk

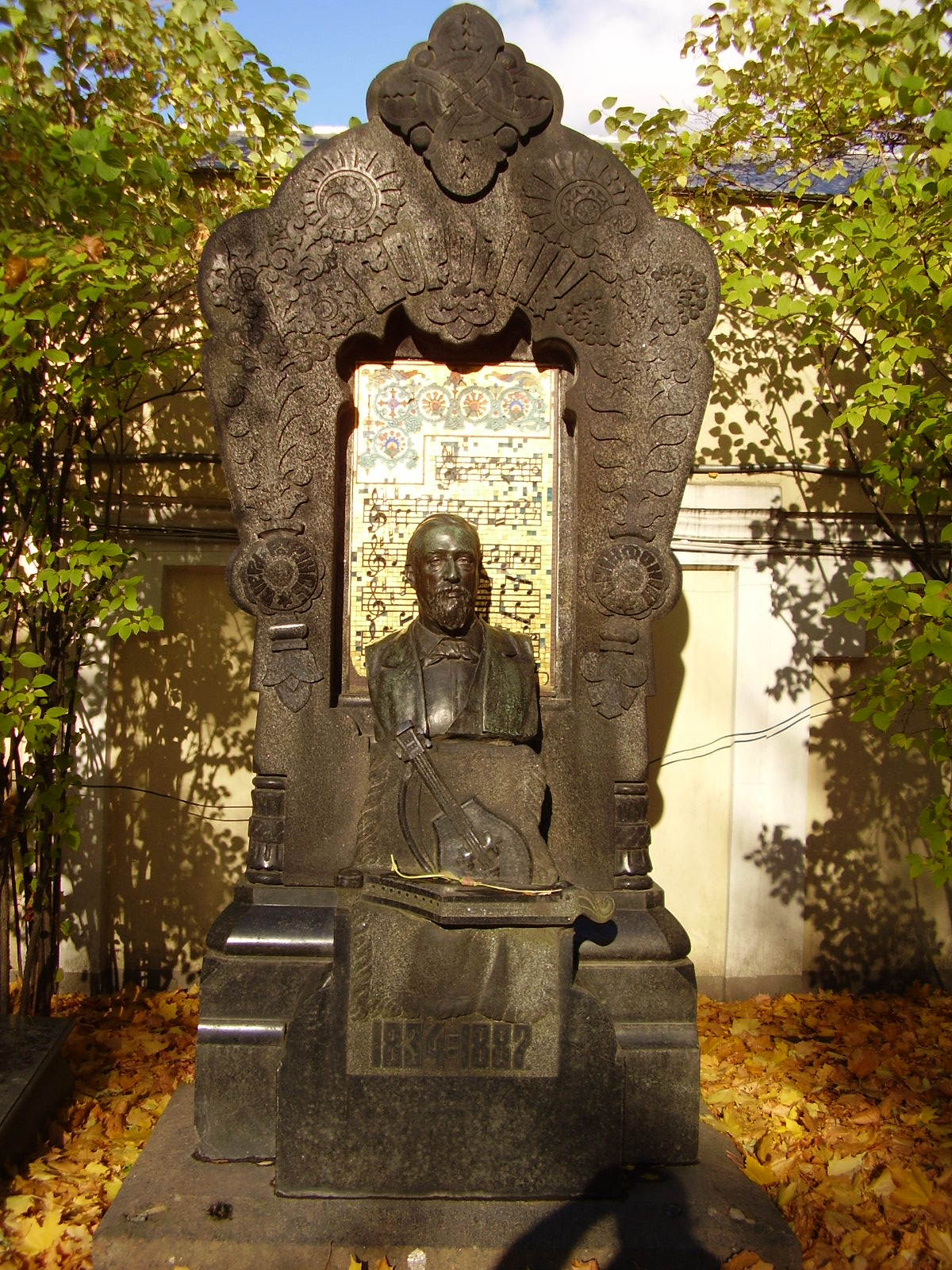
Borodins Grab in St. Petersburg

Borodin war der uneheliche Sohn des georgischen Fürsten Luka Gedewanischwili (1772–1840) und dessen 24-jähriger Mätresse Awdotja Konstantinowna Antonowa. Da der Fürst verheiratet war, ließ er das Kind als den Sohn seines Dieners Porfiri Borodin registrieren. Der Vater, ein pensionierter Leutnant der russischen Armee, führte seine Herkunft auf die Herrscherfamilie Gedewanischwili des früheren georgischen Königreichs Imeretien zurück. Kurz vor seinem Tod hat er sich zu seinem Sohn bekannt.
Borodin wuchs bei seiner Mutter in St. Petersburg auf. Dort erhielt er eine gute und umfassende Ausbildung. Er erwies sich als außerordentlich talentiert und erlernte neben den Sprachen Deutsch, Französisch, Italienisch und Englisch auch das Spiel auf dem Klavier, der Flöte und dem Cello. Mit neun Jahren komponierte er eine Helenenpolka und mit 14 Jahren versuchte er sich an der Komposition eines Flötenkonzerts, hatte zudem aber auch Interesse an naturwissenschaftlichen Fragestellungen.
Im Jahre 1863 heiratete Borodin die Russin Jekaterina Protopopowa, eine brillante junge Pianistin. Sie lernten sich während seines Deutschlandaufenthaltes in Heidelberg kennen und verliebten sich auf einer gemeinsamen Reise nach Baden-Baden, wo sie sich auch verlobten. Sie hatten drei Töchter.
Von einer 1885 durchgemachten Cholera verblieben Konzentrationsstörungen, Schlaflosigkeit, Apathie und Herzschwäche. Der Tod seines Freundes Franz Liszt belastete ihn zusätzlich. Dennoch setzte er seine jahrzehntelang betriebene Arbeit mit dem Chor und dem Sinfonieorchester der Akademie fort. Am 27. Februar 1887 nahm er an ihrem Faschingsball teil, auf dem er gegen Mitternacht zusammenbrach und starb. Die Obduktion an Ort und Stelle ergab ein rupturiertes Herzgefäß. Borodin wurde auf dem Tichwiner Friedhof des Alexander-Newski-Klosters in St. Petersburg beigesetzt.

### Borodin als Wissenschaftler

#### Ausbildung zum Mediziner
Versehen mit einem Erbteil des leiblichen Vaters, begann er 1850 seine Ausbildung an der 1798 gegründeten Militärakademie für Medizin und Chirurgie in St. Petersburg. Als Demonstrator und Präparator der Anatomie zog er sich bei einer Sektion eine schwere Handverletzung zu, die nach längerem Verlauf ausheilte. Zu seinen medizinischen Lehrern gehörte Nikolai Iwanowitsch Pirogow für die experimentelle Chemie. Nikolai Nikolajewitsch Sinin wurde sein Mentor. 1856 bestand Borodin das Examen mit Auszeichnung. Im nächsten Jahr durfte er den Ordinarius für Ophthalmologie zum Kongress nach Brüssel begleiten.
In der Geschichte der Akademie zum ersten Male in russischer Sprache, befasste Borodin sich in seiner Doktorarbeit mit den chemischen und toxikologischen Eigenschaften der Phosphor- und Arsensäuren. Daneben mit Wasser- und Brunnenuntersuchungen in der Provinz befasst, nutzte er jede freie Minute für das Klavierspiel und das Komponieren. Am 3. Mai 1858 promovierte er zum Dr. med. Der Pathologe der Akademie wollte ihn unbedingt als Assistenten gewinnen; das Kriegsministerium beorderte ihn jedoch für ein Jahr als Hauschirurgen an das 2. St. Petersburger Militärlazarett. Dort begegnete er dem Offizieranwärter Modest Petrowitsch Mussorgski.

#### Ausbildung zum Chemiker
Als bester Absolvent der Akademie wurde er 1859 zur Vervollkommnung seiner Kenntnisse der experimentellen und klinischen Chemie für zwei Jahre ins Ausland geschickt. Sein erstes Ziel war das Laboratorium von Emil Erlenmeyer in der Karpfengasse 2 in Heidelberg. Er traf dort nicht nur die schon damals weltberühmten Wissenschaftler Friedrich August Kekulé, Dmitri Iwanowitsch Mendelejew, Iwan Michailowitsch Setschenow und (wie schon in St Petersburg) Sergei Petrowitsch Botkin, sondern auch seine spätere Frau. An Tuberkulose und Asthma bronchiale erkrankt, weilte sie zur Kur in Deutschland. Im Nationaltheater Mannheim beeindruckte ihn die Musik Richard Wagners nachhaltig. Bei seinen Besuchen von chemischen Laboratorien und Industrieanlagen in Süddeutschland, Italien, Belgien und den Niederlanden musizierte er oft mit Gleichgesinnten.

#### Wirken als Hochschullehrer
Mit dem nach zwei Jahren verlängerten Stipendium ging er zu Sebastiano de Luca in Pisa.
Nach seiner Rückkehr an die medizinisch-chirurgische Akademie in St. Petersburg erhielt er im Jahre 1862, im Alter von 29 Jahren, eine Professur für organische Chemie. 1874 folgte er seinem Förderer Sinin auf dem Lehrstuhl.
Borodin erforschte organische Reaktionen und Verbindungen und entwickelte in diesem Zusammenhang eine wichtige Labormethode zur analytischen Harnstoffbestimmung in der Medizin. Für die organische Chemie bis heute bedeutend sind seine späteren Forschungen an der oben genannten Militärakademie, die im Jahre 1861 zur Etablierung der Synthese der fluororganischen Verbindungen führten. Borodin publizierte auch eine Arbeit Zur Geschichte der Fluorverbindungen und über das Fluorbenzoyl in Liebigs Annalen der Chemie. Von großer Bedeutung sind seine Untersuchungen auf dem Gebiet der Polymerisation und Kondensationsreaktion der Aldehyde sowie die fundamentale Entdeckung der Aldol-Addition im Jahre 1872. Weitere wichtige Meilensteine seiner Forscherkarriere sind die nach ihm benannte Borodinsche Silberdecarboxylierung und die Hunsdiecker-Borodin-Reaktion.
In einem Vierteljahrhundert als Wissenschaftler und Hochschullehrer förderte Borodin das Frauenstudium wie kein anderer im Zarentum Russland. Gegen viele Widerstände nahm er Nadeshda Suslowa als erste Hospitantin an der Akademie auf, was ihr ein reguläres Medizinstudium in Zürich ermöglichte.
Auf einer Kranzschleife stand:

### Borodin als Komponist
Weltweit bekannt wurde Borodin weniger als Mediziner und Naturwissenschaftler denn als Komponist. Ab etwa 1862, nach den Auslandsaufenthalten in Heidelberg, der Schweiz und Italien, begann er sich verstärkt dem Komponieren zu widmen. Seine Werke „sind von russischer Volksmusik, auch von impressionistischer Farbgebung, die an Debussy gemahnt, und orientalischem Kolorit geprägt“. In einem Brief an seine Frau beschreibt er
die Schwierigkeit, zu ein und derselben Zeit sowohl ein Glinka als auch ein Stupischin (ein Staatsbeamter), ein Wissenschaftler, ein Regierungsbeauftragter, ein Künstler, ein Staatsbeamter, ein Philanthrop, ein Vater von Kindern anderer Leute, ein Arzt und invalid zu sein... Am Ende wird man nur das letzte.
1864 kam er jedoch mit Mili Balakirew zusammen. Durch ihn lernte Borodin die drei Komponisten César Cui, Modest Mussorgski und Nikolai Rimski-Korsakow kennen. Auf diese Weise wurde Borodin das fünfte und letzte Mitglied der nationalrussischen Gruppe der Fünf. Ihr epischer romantischer Stil lässt sich am ehesten mit dem Richard Wagners vergleichen.
Im Jahre 1869 wurde Borodins erste Sinfonie, dirigiert von Balakirew, aufgeführt. Im selben Jahr begann Borodin mit der Arbeit an seiner heroischen Oper „Fürst Igor“, mit den berühmten „Polowetzer Tänzen“. Dieses Werk, dessen Libretto der Komponist selbst aus dem mittelalterlichen Igorlied zusammenstellte, wird häufig als sein bedeutendstes angesehen. Es blieb bis zu seinem Tode unvollendet, was wohl auf Borodins immense Arbeitsbelastung als Forscher zurückzuführen ist. „Fürst Igor“ wurde später von Alexander Glasunow und Nikolai Rimski-Korsakow vollendet und orchestriert. Ebenso unvollendet blieb eine dritte Symphonie, zu deren postumen Vollendung wiederum Glasunow beitrug.
Die Premiere seiner zweiten Symphonie war zunächst ein Fehlschlag, aber als Franz Liszt 1880 in Baden-Baden eine weitere Aufführung unter der Leitung von Wendelin Weißheimer arrangierte, kam Borodin auch außerhalb von Russland zu einigem Ruhm. Begeistert schreibt Borodin an Weißheimer:
„Herr Professor Riedel war so freundlich, mich über den Erfolg meiner Symphonie zu benachrichtigen. Den guten Erfolg habe ich ohne Zweifel der ausgezeichneten Ausführung unter Ihrer talentvollen Leitung zuzuschreiben.“
Borodin meinte zur Musik:

„Für andere ist die Komposition Aufgabe, Arbeit, Pflicht, bedeutet sie das ganze Leben; für mich ist sie Ruhe, Spaß, eine Laune, die mich von meinen offiziellen Pflichten als Professor, Wissenschaftler ablenkt.“

## Nachwirkung im Musical
1953 „plünderten“ und bearbeiteten Robert Wright und Chet Forrest das musikalische Werk Borodins und statteten ihr 1953 am Broadway uraufgeführtes Musical Kismet komplett mit der Musik des Komponisten aus. Das Musical wurde international ein großer Erfolg, auch im Londoner West End, und wurde mit Ann Blythe verfilmt. 1954 wurde Borodin dafür postum der Tony Award verliehen. 1978 wurde das Musical mit dem All Black Ensemble unter dem Namen Timbuktu noch einmal in New York auf die Bühne gebracht, wobei Borodins Melodien mit afrikanischer Volksmusik kombiniert wurden. Es spielten und sangen Eartha Kitt und Melba Moore.
Das Grabmonument des Komponisten auf dem Tichwin-Friedhof in St. Petersburg zieren Noten aus der Musicalpartitur. Der Song Stranger in Paradise (Polowetzer Tänze aus Fürst Igor; im Musical Tanz der Jungfrauen) wurde ein Welthit und von Tony Bennett, The Four Aces und Bing Crosby erfolgreich interpretiert.

## Sonstiges
Das 1945 als Philharmonisches Quartett Moskau in der damaligen Sowjetunion gegründete Streichquartett benannte sich 1955 zu Ehren des Komponisten um und musiziert seither unter dem Namen Borodin-Quartett. Im Jahr 1961 benannte das UK Antarctic Place-Names Committee den Mount Borodin auf der antarktischen Alexander-I.-Insel nach ihm.

## Werke

### Bühnenwerke
- Die Recken (Bogatyri) – Opernfarce nach W. Krylow in fünf Szenen unter Verwendung von Musik von Rossini, Meyerbeer, Offenbach, Serow, Verdi und anderen, instrumentiert von E. Merten, 1867, Uraufführung: Moskau 1867, unveröffentlicht
- Fürst Igor – Oper mit einem Prolog und vier Akten, Libretto: A. Borodin auf der Grundlage des russischen Epos Das Lied von der Heerfahrt Igors, 1869–87, unvollendet hinterlassen, von Rimski-Korsakow und Glasunow 1887/88 vervollständigt und teilweise orchestriert, Uraufführung: St. Petersburg 1890

### Orchesterwerke
- Sinfonie Nr. 1 Es-Dur – 1862–67
- Sinfonie Nr. 2 h-Moll – 1869–76
- Eine Steppenskizze aus Mittelasien – Sinfonische Dichtung, 1880
- Sinfonie Nr. 3 a-Moll – 1886/87, nur 2 Sätze vollendet, von Glasunow instrumentiert

### Kammermusik
- Quartett D-Dur – für Flöte, Oboe, Viola und Violoncello, unter Verwendung von Musik von Haydn, 1852–56
- Trio g-Moll – für 2 Violinen und Violoncello nach dem russischen Volkslied „Wie hab ich die betrübt“, 1855
- Cellosonate c-Moll – 1860, nach einem Thema aus Bachs Sonate Nr. 1 g-Moll BWV 1001
- Klaviertrio D-Dur – in drei Sätzen (der vierte ist verloren), 1850er Jahre/Anfang 1860er Jahre
- Streichquintett f-Moll – für zwei Violinen, Viola und 2 Violoncelli, 1859/60, Vollendung der Coda im Finale durch Jewlachow (1960)
- Klavierquintett c-Moll – 1862
- Streichquartett Nr. 1 A-Dur – 1874–79
- Streichquartett Nr. 2 D-Dur – 1881
- Scherzo D-Dur – für Streichquartett aus der Sammlung „Les Vendredis“, 1882, von Glasunow in der 3. Sinfonie verwendet
- Serenata alla spagnola d-Moll – für das Streichquartett „B-LA-F“, in Zusammenarbeit mit Rimski-Korsakow, Glasunow und Ljadow, 1886

### Klavierwerke

#### Klavier zu 2 Händen
- Pathetisches Adagio As-Dur – 1849
- Beiträge zu den Tati-Tati-Paraphrasen – für 3 Hände, Polka, Trauermarsch, Requiem und Mazurka, in Zusammenarbeit mit Cui, Ljadow, Rimski-Korsakow und Liszt, 1874–78
- Petite Suite – 1885, instrumentiert von Glasunow (1889)
- Scherzo As-Dur – 1885

#### Klavier zu 4 Händen
- Hélène-Polka d-Moll – 1843
- Allegretto Des-Dur – 1861, nach dem 3. Satz des Streichquintetts
- Scherzo E-Dur – 1861
- Tarantella D-Dur – 1862

### Vokalinstrumentale Werke

#### Lieder
- Warum bist du so früh, Sonnenaufgang – Solowjow, 1852–55
- Das schöne Mädchen liebt mich nicht länger („Die Liebe ist vergangen“) – Winogradow, für Singstimme, Klavier und Cello, 1853–55
- Hört, Freunde, mein Lied – v.Kruse, 1853–55
- Das schöne Fischermädchen – Heine, 1854–55 (auch für Singstimme, Klavier und Cello)
- Ballade von der schlafenden Prinzessin – Borodin, 1867, von Rimski-Korsakow orchestriert
- Das Lied des dunklen Waldes – Borodin, 1868, von Glasunow für zweistimmigen Männerchor und Orchester bearbeitet (1873)
- Die Meeresprinzessin – Borodin, 1868
- Die falsche Note – Borodin, 1868.
- Vergiftet sind meine Lieder – Heine, 1868
- Das Meer – Borodin, 1870, orchestriert 1884 und von Rimski-Korsakow (1896)
- Aus meinen Tränen – Heine, 1870
- Arabische Melodie – Übersetzung von Borodin, 1881
- Für die Ufer der fernen Heimat („Aus fremden Landen zurückkehren“) – Puschkin, 1881, orchestriert von Glasunow
- Bei Menschen zu Hause – Nekrassow, 1881, von Borodin 1881 auch orchestriert
- Stolz („Der Hochnäsige“) – Tolstoi, 1884/85
- Bezaubernder Garten („Septain“) – Übersetzung von Borodin, 1885

### Vokalwerke
- Serenade von 4 Kavalieren für eine Dame – Komisches Quartett für 4 Männerstimmen mit Klavierbegleitung, 1870

### Transkriptionen
- Sinfonie Nr. 1 für Klavier zu 4 Händen – 1875
- Sinfonie Nr. 2 für Klavier zu 4 Händen – 1877
- Streichquartett Nr. 1 für Klavier zu 4 Händen – 1887
- Eine Steppenskizze aus Mittelasien für Klavier zu 4 Händen – 1882
- Das Meer – Orchestrierung, 1884

### Fragmente und verlorene Werke
- Konzert D-Dur/d-Moll – für Flöte und Klavier, 1847, verloren
- Trio für 2 Violinen und Violoncello G-Dur – über ein Thema aus Meyerbeers „Robert der Teufel“, 1847
- Le courant – Etüde, 1849, verloren
- Fantasie über ein Thema von Hummel – 1849, verloren
- Fugen – für Klavier, 1851/52, verloren
- Scherzo b-Moll – für Klavier, 1852, verloren
- Barmherziger Gott – 1852–55, unvollendet, unveröffentlicht
- Potpurri A-Dur – für Klavier über Themen aus Donizettis Oper „Lucrezia Borgia“, vermutlich als Klavierstimme für ein kammermusikalisches Werk konzipiert, 1852–55, unvollendet, unveröffentlicht
- Trio G-Dur – für 2 Violinen und Violoncello in einem Satz?, 1850er Jahre?, fragmentarisch
- Großes Trio G-Dur – für 2 Violinen und Violoncello, nur die ersten beiden Sätze vollendet, 1852–56(?)
- Streichsextett d-Moll – 2 Sätze, die letzten 2 Sätze verloren, 1860/61
- Scherzo h-Moll – für Klavier, 1852, verloren
- Misera me! Barbaro sorte – Duett für Tenor, Baß und Klavier, 1850, unvollendet, unveröffentlicht
- Fuge – für Klavier, 1862, verloren
- Eine südliche Nacht – Parodie für Klavier auf eine Romanze von Rimski-Korsakow, 1866(?), nicht niedergeschrieben
- Die Zarenbraut – Entwurf zu einer Oper nach Mey, 1867/68, unvollendet, das Material für andere Werke verwendet
- Sechzig Variationen über ein böhmisches Thema – Musikalischer Spaß für Klavier, 1867, nur eine Variation komponiert
- Ej uchnjem – Entwurf zu Bearbeitung des russischen Volksliedes für Klavier, 1870er Jahre, unveröffentlicht
- Walzer über das Thema des Liedes des Warlaam aus Mussorgskys Oper „Boris Godunow“ – Musikalischer Spaß für Klavier, 70er Jahre, nicht niedergeschrieben
- Quadrille über Motive aus Rimski-Korsakows Oper „Das Mädchen von Pskow“ – Musikalischer Spaß für Klavier, 1870er Jahre, nicht niedergeschrieben
- Ein Husar, gestützt auf seinen Säbel – Musikalischer Spaß für Klavier nach einer russischen Romanze, 1870er Jahre, nicht niedergeschrieben
- Lanzé in den Kirchentonarten – Musikalischer Spaß für Klavier, 1870er Jahre, nicht niedergeschrieben
- Mlada – 4. Akt der gemeinsamen Ballettoper von Borodin, Cui, Mussorgsky und Rimski-Korsakow, unvollendet, 1872, Finale von Rimski-Korsakow instrumentiert (1892)
- Klavierstück Es-Dur – Fragment, 1879
- Gott schütze Kyrill! Gott schütze Methodius! – für Männerchor a cappella, 1885, unvollendet, vollendet von P. Lamm

## Diskografie
- The Essential Borodin. Decca, London 1997, Nr. 455 632-2
- Borodin – Symphonies. Brilliant Classics, Nr. 93348. (Royal Stockholm Philharmonic Orchestra, Ltg.: Gennady Rozhdestvensky, Rec. 1993/94)